# 大慶油田
大慶油田（たいけいゆでん、ターチンゆでん）は、中国東北部黒竜江省、ハルビンとチチハルの間に存在する油田である。命名は地名からではなく、油田が建国10周年の節目で発見され「大いによろこ（慶）んだ」ことに因む。
100 km四方に広がる中国屈指の大油田であり、油田の開発は、第二次世界大戦後輸入に頼っていた中国の石油事情を一変させた。2000年前後から原油生産は減退傾向にあり、天然ガスの生産にシフトしつつある。

## 歴史
- 1953年 - 中華人民共和国国務院地質部長のモンゴル族地質学者李四光が松遼盆地の調査を開始[1]。
- 1959年 - 原油が確認される[2]。
- 1960年〜1963年 - 掘削開始。
- 1963年 - 生産開始。
- 1997年 - 原油生産量として過去最大の5600万トンを記録。
- 1999年 - 採算部門を集約した株式会社中国石油天然気（中国石油）と非採算分野の国有会社中国石油天然気集団公司に分離。
- 2002年3月 - リストラやレイオフ、退職（失業）者に対する保険料率の見直しに端を発する抗議デモが発生。2万人規模に達した。
- 2003年 - 対日輸出終了。
- 2004年 - 天然ガス噴出事故の発生。
- 2005年〜2007年 - 生産減退をカバーするための新たな鉱区（油田、ガス田）を探索した結果、原油1億トン、天然ガスが1000億立方メートルを発見したと報道されるが、事業化できるかどうかは定かではない。

## キーワードとしての大慶油田
1960年代の開発時には、多数の労働者を人海戦術で投入。他国（少なくともアメリカ合衆国）の技術を用いずに施設を完成させたとして、労働者の模範的職場として賞賛され、「工業では大慶に学べ」というスローガンが生まれた。最盛期には日本の原油輸入量の3割に相当する年間5000万トン以上の生産量を誇った。しかし、中華人民共和国の世界貿易機関加盟により国際的な価格競争にさらされ、1990年代以降は著しい合理化が進められた。この結果、労働者の大量リストラ、レイオフが発生。中国では珍しい退職者も含めた大規模デモが発生した。また、大規模な天然ガス噴出事故に伴う労働災害が発生するなど、中国における労働者事情を語る上で、未だ頻出するキーワードの一つとなっている。

## 生産の減退
中国の原油生産を一手に担い大量生産を続けてきたが、2000年前後には採掘される原油に占める含水率が9割前後に達したと伝えられなど、生産量は後退期に差し掛かっている（2007年の原油生産量は4,170万トン。天然ガス生産量は25.5億立方メートル）。また、廃水処理に伴う環境対策などコスト増が無視できない状況になっている。2004年からの世界的な原油価格高騰により、こうしたコスト回収には一定の目途がつくものと考えられるが、中国奥地の油田開発が進むこともあり、かつてのような偏重的な生産は行われないものと考えられる。